# Sabine Begall
Sabine Begall (* 2. Dezember 1968 in Duisburg als Sabine Mosch) ist eine deutsche Zoologin.

## Leben
Nach einem Realschul-Abschluss war Sabine Begall von 1985 bis 1991 Beamtin in der Finanzverwaltung und besuchte in dieser Zeit das Abendgymnasium. Von 1991 bis 1996 folgte ein Biologie- und Mathematikstudium auf Lehramt an der Universität-Gesamthochschule Essen. Von 1996 bis 1999 folgte ein Promotionsstudium an derselben Universität. Sie promovierte zum Thema Verhaltensökologische und genetische Analysen der Sozial- und Populationsstruktur von Coruros (Spalacopus cyanus, Octodontidae, Rodentia) aus Chile mit summa cum laude. 1997/1998 forschte sie durch den DAAD gefördert in Chile. Von August 1998 bis Oktober 1998 folgte ein Forschungsaufenthalt in Texas. 2000 wurde sie wissenschaftliche Assistentin in der Abteilung Allgemeine Zoologie der Universität Duisburg-Essen. 2003 erhielt sie ein Lise-Meitner-Habilitationsstipendium. 2011 beendete sie die Habilitation mit dem Thema Sensory ecology of mammals. Sabine Begall war auf dem Internationalen Nagetierkongress Rodens et Spatium in Lublin Vorsitzende der Session Morphology, Physiology and Sensory Biology. Begall berief im Rahmen des 9. International Mammalogical Congress das Symposium Light from underground: Challenges and insights in the third decade of research on subterranean rodents ein und war im gleichen Jahr Hauptorganisatorin der 79. Jahrestagung der Deutschen Gesellschaft für Säugetierkunde. Zusammen mit Hynek Burda und Cristian E. Schleich gab sie das Buch „Subterranean Rodents: News from Underground“ heraus, das 2007 im Springer-Verlag erschien.
Sabine Begall begutachtet im Rahmen der Peer-Review für die Fachzeitschriften Proceedings of the National Academy of Sciences, Journal of Morphology, Journal of Mammalogy, Journal of Zoology, Journal of Comparative Physiology A, Ethology, Animal Behaviour, Growth, Development & Aging, Die Naturwissenschaften, Mastozoologica Neotropical, Acta Theriologica und dem Journal of Ethology.

## Auszeichnungen
Begall wurde 2001 durch die Universität Essen im Rahmen des Dies academicus für ihre herausragende Dissertation geehrt. Sie erhielt den Fritz-Frank-Förderpreis 2001 der Deutschen Gesellschaft für Säugetierkunde.
Sabine Begall erhielt 2014 den Ig-Nobelpreis im Fach Biologie für eine Studie, nach der Hunde sich beim Verrichten ihres Geschäftes am Magnetfeld der Erde orientieren.